# Rezolucja Rady Bezpieczeństwa ONZ nr 453
Rezolucja Rady Bezpieczeństwa ONZ nr 453 została przyjęta jednomyślnie 12 września 1979 r.
Po przeanalizowaniu wniosku Saint Lucia o członkostwo w Organizacji Narodów Zjednoczonych, Rada zaleciła Zgromadzeniu Ogólnemu przyjęcie tego państwa do swojego grona.

## Źródło
- UNSCR - Resolution 453